# Azua
Azua [ˈa.sʊɐ] ist eine der 31 Provinzen (Nr. 2) der Dominikanischen Republik. Sie liegt in der Region Valdesia im Südwesten des Landes und hat eine Fläche von 2682,5 km². Im Jahr 2022 lebten insgesamt 240.209 Personen in der Provinz (rund 90 pro Quadratkilometer), davon 124.116 Männer und 116.093 Frauen.

## Geografie
Die Provinz Azua befindet sich in einer Küstenebene, die an die Bucht von Ocoa grenzt, umgeben von den Gebirgsketten Cordillera Central und der Sierra de Martín García. Die höchsten Punkte der Provinz sind der Tina mit 2186 Metern und der Berg Busú mit 1340 Metern.
Die angrenzenden Provinzen sind Barahona, Baoruco, San Juan, La Vega, San José de Ocoa und Peravia.

## Verwaltung
Die Provinz setzt sich aus 10 Municipios zusammen:
| Name                 | Einwohner (2010) | Stadt   | Land   |
| -------------------- | ---------------- | ------- | ------ |
| Azua de Compostela   | 91.345           | 81.332  | 10.013 |
| Estebania            | 5.640            | 4.856   | 784    |
| Guayabal             | 5.263            | 3.578   | 1.685  |
| Las Charcas          | 11.243           | 7.644   | 3.599  |
| Las Yayas de Viajama | 17.620           | 10.245  | 7.375  |
| Padre Las Casas      | 20.041           | 11.440  | 8.601  |
| Peralta              | 15.257           | 10.584  | 4.673  |
| Pueblo Viejo         | 11.235           | 5.843   | 5.392  |
| Sabana Yegua         | 19.020           | 18.189  | 831    |
| Tabara Arriba        | 17.647           | 11.692  | 5.955  |
| Provinz Azua         | 214.311          | 165.403 | 48.908 |

## Wirtschaft
Der Haupterwerbszweig ist die Landwirtschaft. Die wichtigsten Produkte sind Weiße Bohnen (habichuelas), Kochbananen (plátanos), Kaffee und Obst, die zum Teil exportiert werden. In den Küstenregionen wird gefischt, was allerdings nur einen geringen Anteil an der Wirtschaft ausmacht. Industriell werden besonders Tomaten in dieser Region verarbeitet.
Im Hafen von Puerto Viejo wird der Großteil des Erdöls für den nationalen Bedarf entladen und in der nahen Raffinerie weiterverarbeitet.
Die Provinz ist touristisch noch unerschlossen, bis auf wenige Ausnahmen in Monterrío, Playa Chiquita und Palmar de Ocoa.

## Geschichte
Im Jahr 1504 wurde die Provinz erstmals mit der Gründung von Compostela de Azua, später Azua de Compostela, besiedelt. Der Gründer der Siedlung, Diego Velázquez de Cuéllar, war der spätere Eroberer Kubas. Azua gehört zu den ältesten europäischen Besiedlungen der Neuen Welt.
Nach einem Erdbeben am 16. Oktober 1751, die die Stadt nahezu vollständig zerstörte, wurde sie acht Kilometer nördlich neu gegründet.
Die Provinz ihrerseits wurde 1844 als eine der ersten fünf Provinzen nach der Unabhängigkeit der Dominikanischen Republik gegründet. Damals zählten noch die Gebiete um San Juan de la Maguana, Las Matas de Farfán, Neiba, Las Caobas, Hincha, Bánica, San Miguel de la Atalaya und San Rafael dazu.